# Plum Mariko
Mariko Umeda (梅田 麻里子, Umeda Mariko, 1 de noviembre de 1967, Ōta, Tokio-Hiroshima, Hiroshima, 16 de agosto de 1997), más conocida como Plum Mariko, fue una luchadora profesional japonesa. Durante su carrera trabajó para importantes empresas de la lucha libre como Japan Women's Pro-Wrestling desde 1986 hasta 1992 y JWP Joshi Puroresu desde 1992 hasta su muerte en 1997. Mariko fue la primera luchadora profesional en Japón en morir como resultado de las lesiones sufridas en un combate de exhibición en Tokio.

## Carrera
Durante su carrera, Mariko recibió muchas lesiones en el ring que eventualmente resultaron en un absceso cerebral. Anteriormente había sufrido varias conmociones cerebrales, pero continuó luchando. El 15 de agosto de 1997 se asoció con el Comando Bolshoi contra Mayumi Ozaki y Rieko Amano en Hiroshima Sun Plaza, Hiroshima. Al concluir los partidos, Ozaki usó uno de sus movimientos regulares, la Ligerbomb, para atrapar a Mariko.  El movimiento se ejecutó como de costumbre, pero parece haber desencadenado un problema preexistente. Dado que otros luchadores en la tarjeta habían vendido sus acabados esa noche, los fanáticos en la arena no se dieron cuenta de inmediato de que había un problema. Parece que este lugar puede no haber sido el final planeado del combate. En cualquier caso, Mariko fue noqueada de la Ligerbomb y no la echó. Después del combate, Ozaki y los otros luchadores vieron a Mariko, que todavía no se había movido, roncando, lo que era una señal de que su cerebro estaba sangrando. Mariko murió pocas horas después, el 16 de agosto de 1997.
No se le realizó ninguna autopsia a pedido de su padre. A pesar de esto, se decía que Mariko había sufrido lesiones en la cabeza y un absceso en su cerebro que pudo haber contribuido al trauma en la cabeza que la mató.
Desde 1997 hasta 1998 se celebró un espectáculo conmemorativo anual en su honor. Tanto JWP como Oz Academy de Mayumi Ozaki han celebrado espectáculos conmemorativos anuales desde entonces. Mariko fue exaltada póstumamente al Salón de la Fama de All Japan Women's el 29 de noviembre de 1998.

## Campeonatos y logros
- All Japan Women's Pro-Wrestling
  - AJW Hall of Fame (1998)[3]

- Japan Women's Pro Wrestling
  - JWP Junior Championship (1 vez)
  - UWA Junior Championship (1 vez)